# Pandanmulyo
Pandanmulyo is een bestuurslaag in het regentschap Malang van de provincie Oost-Java, Indonesië. Pandanmulyo telt 4795 inwoners (volkstelling 2010).